# Zend Technologies
Zend Technologies Ltd. – firma software'owa specjalizująca się w oprogramowaniu World Wide Web. Siedziba mieści się w Cupertino (Kalifornia, USA). Firma posiada także biura w Niemczech, Francji oraz Izraelu. W Japonii firmę reprezentuje Zend Open Source Systems Japan, którego właścicielem jest Turbolinux.

## Historia
Początki firmy sięgają roku 1997, gdy dwaj absolwenci izraelskiego uniwersytetu Techunion: Zeev Suraski oraz Andi Gutmans, zainteresowali się projektem open-source'owego języka skryptowego PHP. Bazując na istniejącej już społeczności jego użytkowników, przepisali jego kod źródłowy od nowa tak, aby mógł on sprostać bardziej rozbudowanym projektom. W 1999 roku zaprezentowali nowy silnik dla interpretera języka, zwany Zend Engine. W tym samym roku założyli także Zend Technologies, którego głównym zadaniem był dalszy rozwój PHP, jego promocja oraz stworzenie nowoczesnego wsparcia i narzędzi developerskich dla niego.
Nazwa Zend to kontaminacja utworzona z imion założycieli firmy: Zeev i Andi.

## Produkty
Produkty firmy:
- PHP (open-source)
- Zend Engine (open-source)
- Zend Framework (open-source)
- Zend Platform
- Zend Studio
- Zend Core
- Zend Guard
- Zend Encoder
- Zend Optimizer (bezpłatny)
- Zend for i5/OS

## Partnerzy
Głównymi partnerami firmy są:
- IBM
- Oracle
- SAP Ventures
- Sun Microsystems
- Adobe Systems
- MySQL AB